# Jaap Eden Trofee 1978
8e Jaap Eden Trofee 1978 was een schaatsmarathon. Het is de achtste editie van de Jaap Eden Trofee die werd gehouden op zaterdag 4 november 1978 en plaatsvond op de Jaap Edenbaan in Amsterdam. Er was nog geen editie voor de vrouwen. De winnaar van de achtste editie is Rien de Roon de voor de tweede achtereenvolgende keer weet te winnen, het zilver was voor Dries van Wijhe en het brons voor Albert Weijs.

## Podia
| Klasse             | Eerste       | Tweede          | Derde        |
| ------------------ | ------------ | --------------- | ------------ |
| Top-divisie mannen | Rien de Roon | Dries van Wijhe | Albert Weijs |

## Uitslag Top-divisie mannen[1]
| #      | Rijder            | Nationaliteit | Ploeg | Ronde |
| ------ | ----------------- | ------------- | ----- | ----- |
| Goud   | Rien de Roon      | Nederland     |       |       |
| Zilver | Dries van Wijhe   | Nederland     |       |       |
| Brons  | Albert Weijs      | Nederland     |       |       |
| 4      | Jan Kroon         | Nederland     |       |       |
| 5      | Arie Eriks        | Nederland     |       |       |
| 6      | Henk Portengen    | Nederland     |       |       |
| 7      | Co Giling         | Nederland     |       |       |
| 8      | Piet Bloedjes     | Nederland     |       |       |
| 9      | Jos Pronk         | Nederland     |       |       |
| 10     | Jeen van den Berg | Nederland     |       |       |

1971 · 
1972 · 
1973 ·
1974 · 
1975 · 
1976 · 
1977 · 
1978 · 
1979 · 
1980 · 
1981 · 
1982 · 
1983 · 
1984 · 
1985 · 
1986 · 
1987 · 
1988 · 
1989 · 
1990 · 
1991 · 
1992 · 
1993 · 
1994 · 
1995 · 
1996 · 
1997 · 
1998 · 
1999 · 
2000 · 
2001 · 
2002 · 
2003 · 
2004 · 
2005 · 
2006 · 
2007 · 
2008 · 
2009 · 
2010 · 
2011 · 
2012 · 
2013 · 
2014 · 
2015 · 
2016 · 
2017 · 
2018 · 
2019 · 
2020 ·  
2021 · 
2022 · 
2023 · 
2024